# أحمد الأحمد (ممثل)
أحمد الأحمد (11 آب 1975 -)، ممثل سوري. وهو خريج «المعهد العالي للفنون المسرحية» قسم التمثيل في عام 2002، وهو شقيق الفنان محمد الأحمد. حصل أحمد الأحمد على جائزة أفضل ممثل في مهرجان الإسكندرية السينمائي عام 2021 عن دوره في فيلم «الظهر إلى الجدار».

## أعماله

### المسرح
- السقوط - مسرحية 2011

### المسلسلات
- 2021: خريف العشاق بدور سعيد
- 2020:  البقعة السوداء
- 2020: ببساطة 2 عدة شخصيات.
- 2020: الحرملك 2 بدور رسلان.
- 2019: بقعة ضوء 14
- 2019: غفوة القلوب بدور أبو ايهم
- 2019: الحرملك بدور رسلان.
- 2019: ببساطة
- 2018: الواق واق بدور وديع.
- 2018: دوات الشك بدور تامر.
- 2018: هواجس عابرة بدور يزن.
- 2017: بقعة ضوء 13
- 2017: شوق
- 2017: شبابيك
- 2017: جيران
- 2016: الطواريد بدور مهاوش
- 2016: بقعة ضوء 12
- 2016: الندم بدور سهيل.
- 2015: فتنة زمانها بدور وحيد.
- 2015: بقعة ضوء 11
- 2015: بإنتظار الياسمين بدور بريمو.
- 2014: بقعة ضوء 10
- 2014: وجوه وراء الوجوه بدور حسام.
- 2014: قلم حمرة بدور بسام.
- 2014: الحقائب (ضبو الشناتي) بدور سلام
- 2014: حمام شامي بدور حمدي العطار
- 2013: قمر شام
- 2013: حدود شقيقة
- 2012: ما بتخلص حكايتنا
- 2012: المفتاح
- 2012: سيت كاز
- 2012: صافي
- 2012: صبايا 4
- 2012: بقعة ضوء 9
- 2011: بقعة ضوء 8
- 2011: السراب بدور فارس
- 2011: الخربة بدور سمعان بوقعقور
- 2010: البقعة السوداء بدور فارووق
- 2010 وادي السايح
- 2010: تقاطع خطر
- 2010: الصندوق الأسود بدور مازن
- 2010: بقعة ضوء 7
- 2009: طريق النحل بدور رامز
- 2009: فنجان الدمّ بدور قهر ولد الزبن
- 2009: قاع المدينة بدور طارق
- 2009: سحابة صيف بدور قصي
- 2009: أنت مين بدور مجدي
- 2009: قلبي معكم بدور سامر
- 2009: مسلسل (مايا) بدور مجدي
- 2008: أهل الغرام 2
- 2008: هيك تجوزنا بدور عدة شخصيات
- 2008: بقعة ضوء 6
- 2008: الحوت
- 2008: حارة عالهوا
- 2008: وجه العدالة
- 2007: سيرة الحب بدور عدة شخصيات
- 2007: هذا العالم
- 2006: أهل الغرام 1
- 2006: الإنتظار بدور بسام
- 2006: الوزير وسعادة حرمه
- 2006: ندى الأيام
- 2004: هومي هون
- 2004: ليل السرار
- 2003: ذكريات الزمن القادم بدور شحرور
- 2003: بقعة ضوء 3
- 2002: هولاكو بدور هولاكو الصغير
- 2001: صلاح الدين الأيوبي بدور همفري

### الأفلام
- 2009: يا سمرا هشك بشك
- 2009: سيلينا
- 2008: أيام الضجر
- 2004: باب الشمس-الرحيل والعودة بدور عدنان

## روابط خارجية
- أحمد الأحمد على موقع قاعدة بيانات الأفلام العربية